# Мпоненг
Мпоненг (Mponeng Mine) — золотовидобувний рудник в Північно-Західній провінції Південної Африки, на північному сході басейну Вітватерсранд (копальні — Клоф, Мпоненг, Евандер). Найглибша в світі шахта — близько 4 км.
Наприкінці 2020-го року копальня із переробним комплексом перейшла у власність компанії Harmony Gold Mining.
Глибина копальні перевищує чотири кілометри. Вона є однією з найбільших золотовидобувних шахт у світі. На сьогодні це також найглибша шахта. Подорож від поверхні до дна займає більш ніж годину.
Щоденно з шахти на поверхню піднімають більш ніж 5400 тонн породи. При ціні $19,4 за грам видобутого золота потрібно лише 10 грам золота з тонни видобутої породи, щоб шахта залишалась прибутковою. Шахта розробляє принаймні дві золоті жили, найглибша з яких завтовшки 1 м.
Температура породи сягає 66 °C і в шахту подають рідкий лід, щоб понизити температуру повітря у виробках нижче 30°C. На місце видобутої породи подають суміш бетону, води і породи. Потім ця суміш слугує ізолятором. Стіни тунелю укріплюють набризк-бетоном, армованим сталевими анкерами і покритим V-подібною сіткою.
У пробах води з шахти виявили ендемічну бактерію Desulforudis audaxviator.